# Aeroportul Leipzig/Halle
Aeroportul Leipzig/Halle (IATA: LEJ, ICAO: EDDP) este un aeroport din Schkeuditz, Nordsachsen⁠(d), Saxonia, Germania ce deservește zona Leipzig. Aeroportul a fost tranzitat în 2022 de 1.558.602 pasageri. A fost deschis în 1927 și numit după zona deservită.
Situat la o altitudine de 143 m, aeroportul dispune de 2 piste. Este operat de Flughafen Leipzig/Halle GmbH⁠(d).

## Infrastructură

### Piste
Aeroportul dispune de 2 piste. Pista 08L/26R are suprafața de beton și dimensiunile 3.600 m × 45 m. Pista 08R/26L are suprafața de beton și dimensiunile 3.600 m × 60 m. 

### Terminale
Aerogara are în componență 1 terminal, Q116007927⁠(d). 